# 息子たち
『息子たち』(むすこたち, 原題："Sons") は、1932年に米国作家パール･S･バックが発表した長編小説。『大地』("The Good Earth")、『分裂せる家』("A House Devided") と合わせて『土の家』("The House of Earth") 三部作と呼ばれ、本作はその第二部にあたる。

## あらすじ
王龍は3人の息子を残した。長男（王大）は家督を継ぎ、次男（王二）は穀物商となり、三男（王三/王虎）は軍閥の一員となった。王龍が亡くなった後、莫大な遺産は3人に分割され、中国の王朝設立という途方も無い野望を持つ王虎は、この遺産と兄たちの援助によって自らの野望を達成しようと考える。兄たちは自らの子供を王虎に預けるが、王大の子供はそれを嫌がって自殺してしまう。王虎は自らが属していた将軍の部下の一部を引き連れて北方に移動し、匪賊に定期的に脅かされる一県を自らの支配下に置こうと考え、その匪賊の頭目をおびき寄せて殺害し、県庁を掌握してその県の実権を握るようになった。王虎は更なる野望に燃えるが、自らの妻や部下の裏切りに遭ったり、息子が誕生してその息子と暮らすうちに、野望も消えうせていく。

## 脚註
1. ↑  パール･バック 新居格, 中野好夫訳 (2021-3). “解説”. 大地. 4. 新潮文庫. pp. 382-384
2. ↑  新潮文庫版では第一巻に第一部として「大地」を収録し、第二巻および第三巻の前半に「息子たち」を第二部として、第三巻の後半および第四巻に「分裂せる家」を第三部としてそれぞれ収録しているが、作品名は四巻を通じて『大地 - The House of Earth- 』としている。
3. ↑  新潮文庫 (新居格 訳) 版では王龍の死を境にして、それ以前を「王三」(ワンサン) または「三男」、それ以後を「王虎」(ワンフー) としている。
4. ↑  新潮文庫 (新居格 訳) 版では「王淵」(但し、王淵という名が現れるのは第三部の「分裂せる家」から)、岩波文庫 (小野寺健 訳) 版では「王元」。中国語普通話でこの二つの字は「淵 yuān」、「元 yuán」で、声調が異なる。

## 参照
- パール･バック著、新居格訳、中野好夫補訳『大地』新潮文庫, 昭和29 (1954)